# 안주애기박쥐
안주애기박쥐(Vespertilio sinensis)는 애기박쥐과 애기박쥐속에 속하는 박쥐이다. 다 자란 안주애기박쥐의 몸통 길이는 6–7 cm, 꼬리 길이는 4–5 cm, 날개 길이는 5 cm 정도이다. 대만, 중국 동부, 몽골 동부, 러시아(시베리아), 한반도 일본 등에 서식한다. 등쪽은 어두운 갈색이지만 털이 흰색을 띄기도 한다.

## 같이 보기
- 한국의 포유동물